# Бел (Peanuts)
Вижте пояснителната страница за други значения на Бел.
Бела (Belle) е героиня от поредицата карикатури Фъстъци на Чарлс М. Шулц. Също като брат си Снупи, тя е порода бийгъл. Живее в Канзас Сити (Мисури) с неназования си син-тийнейджър, за който Снупи казва, че прилича на Пинко Розовата пантера. Самата Бел прилича на брат си, но е с по-дълги мигли. Тя носи дантелена каишка.
Бел се появява само няколко пъти в поредицата карикатури, но е популярна, заради плюшените играчки с нейния лик продавани през 1970-те и 1980-те. Много читатели, които не следели редовно поредицата, погрешно мислели, че тя е приятелката на Снупи, а не сестра му.